# 梅屋庄吉

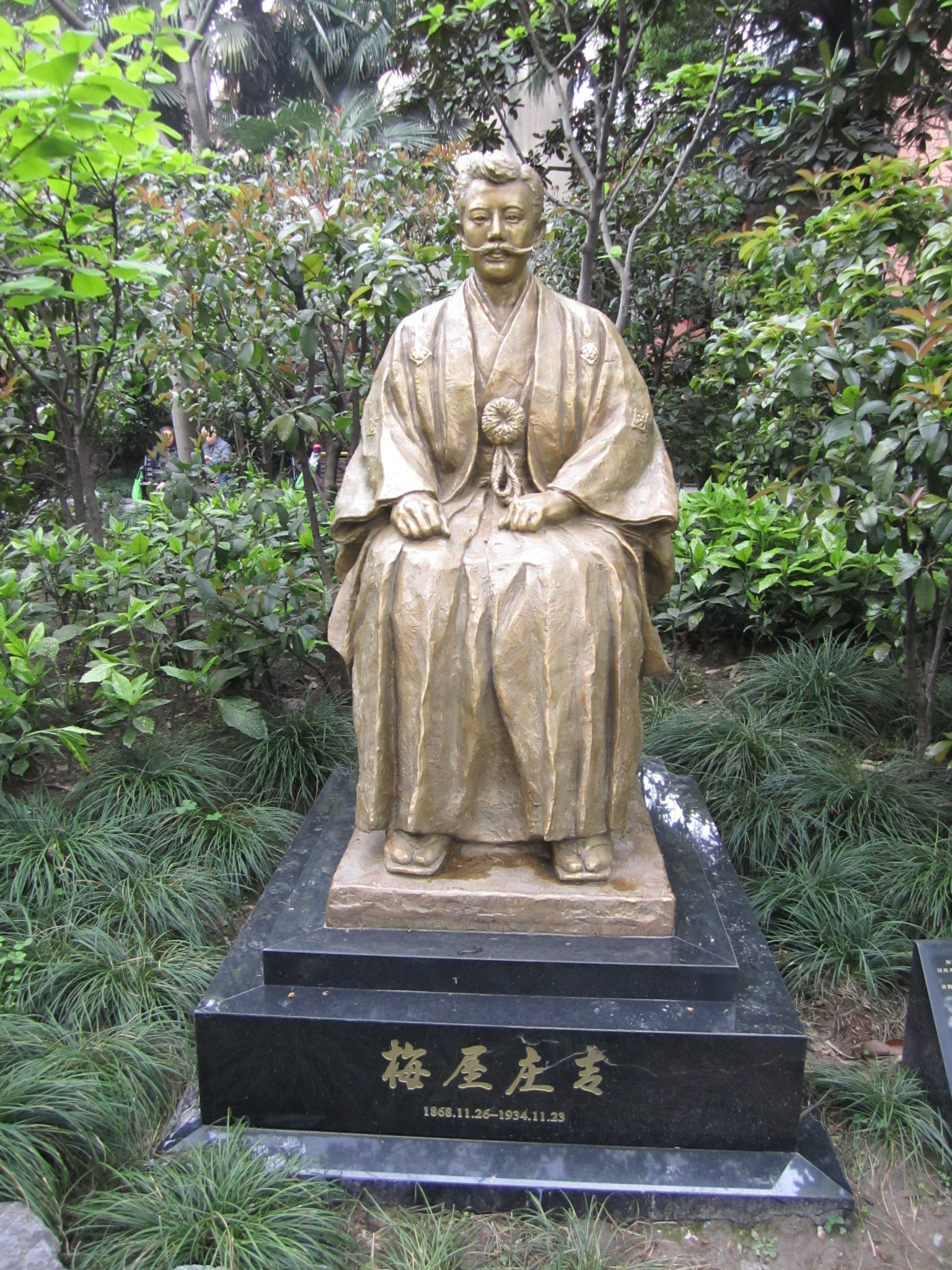
梅屋庄吉像、中国上海市紹興公園にて（2011年長崎県贈）

梅屋  庄吉（うめや しょうきち、明治元年11月26日（1869年1月8日） - 昭和9年（1934年）11月23日）は、日本の実業家。アジア主義者。孫文の支援者であり、日活の創業者のひとり。

## 略歴
長崎県生まれ。幼少期、土佐藩経営の土佐商会の家主でもあった貿易商で精米所も営んだ梅屋商店の梅屋家に養子入りする。14歳で上海に渡る。一時は米穀相場に失敗して中国へ退転したが、写真術を学んで写真館を経営するなど、香港で貿易商として地位を築いた。
1895年（明治28年）に中国革命を企図した孫文と香港で知り合い、多額の資金援助をし、辛亥革命の成就に寄与している。1905年（明治38年）ごろに日本に帰国し、日活の前身であるM・パテー商会を設立。映画事業に取り組んで白瀬矗の南極探検や辛亥革命の記録映画を製作し、これらの事業で得た多額の資金を革命に投じている。
1913年（大正2年）に孫文が袁世凱に敗北し日本に亡命した後も、1915年（大正4年）に孫文と宋慶齢との結婚披露宴を東京・新宿（大久保百人町）の自邸で主催するなど、たびたび孫文への援助を続けた。1929年（昭和4年）には南京に孫文像を寄贈している。また、頭山満、犬養毅、山田純三郎、宮崎滔天らアジア主義者らと集い、フィリピンの独立運動にも関与している。
千葉県夷隅郡長者町（現・いすみ市日在）の別荘において孫文らと秘密の会議をしばしば行なった。この別荘は高い塀と樹木に囲まれており、外部からは内部の様子が殆ど見えず、場違いの白亜の館らしものが見える状態になっている。
日中関係の悪化に伴い、外相・広田弘毅に改善の談判に赴こうとした途上、別荘の最寄駅である外房線三門駅にて倒れ、急死した。65歳歿。

## その他
- 孫文に対する革命への資金援助額については、現在（2010年時点）の貨幣価値で1兆円に及ぶとされる。
- 子は養子 正春、養女の梅子、実子 国方千世子(ちせこ)/千勢子。
- 千世子と夫・国方春男（貿易商）の娘 主和子(すわこ)が日比谷松本楼創業者・小坂梅吉の孫の明（のち哲瑯[4]）に嫁して、姻戚になった。また、日活の前身の一つであるM・パテー商会の起業家の1人でもある。
- 孫文との交友を記した日記や書簡については、遺族が戦後も日中関係に配慮して、1972年（昭和47年）の日中国交正常化まで公開されることはなかった。
- 孫文の死後、4つの銅像を広州、黄埔、南京、マカオに建立した。銅像は文化大革命期に撤去される危機に見舞われたが、周恩来の尽力で守られている。
- 2010年（平成22年）8月24日 、上海国際博覧会の日本館で梅屋のひ孫が孫中山故居記念館の協力を得て、庄吉夫妻と孫文夫妻の交流のドキュメンタリー、手紙、祈念写真など約74点の展示を行っている[1]。
- 妻トクの生まれ故郷・壱岐にある実家・香椎家には、孫文の支援金が島のどこかに隠されている、という言い伝えが残っている[5]。
- 姓をローマ字で Mumeya と表記していた。「M・パテー商会」の「M」は Mumeya から取られたものである[6]。

## 映像化
- ハイビジョン特集『孫文を支えた日本人〜辛亥革命と梅屋庄吉』（NHK、2010年5月22日）
- ドラマ『たった一度の約束〜時代に封印された日本人』（テレビ東京、2014年2月26日放映） - 梅屋夫妻を柳葉敏郎、夏川結衣が演じた[7]
- 『歴史秘話ヒストリア』「激闘!中国革命に賭けた日本人 孫文と梅屋庄吉」（NHK、2020年4月8日）